# Пилипенко Наталія
Ната́ля Пилипе́нко (у шлюбі Комілевська; Ходимчук, нар. 26 серпня 1898, Чернігівщина — † 27 жовтня 1973, Нью-Йорк) — українська акторка, театральна режисерка, театральна діячка, авторка спогадів. Акторка театру «Березіль», художня керівниця Українського театру у Франції. Діячка української діаспори.

## Життєпис

Актриси «Березоля» (зліва направо): І. Стешенко, О. Кривинська, Н. Пилипенко, Г. Бабіївна, О. Добровольська

Наталя Пилипенко народилась на Чернігівщині 26 серпня 1898 року. З дитячих років, ще гімназисткою, брала участь в аматорських виставах товариства «Просвіта». З 1917 — на сцені Чернігівського театру. 1918 року грала у виставах «Мартин Боруля» Карпенка-Карого, «Танок життя» Олеся, «Брехня» Винниченка, «На перші гулі» Васильченка.
З 1920 навчається в Києві. Тут знайомиться з Лесем Курбасом і отримує запрошення до Молодого театру. З тих пір доля Наталії Пилипенко тісно пов'язана з цим театром та його наступниками «Кийдрамте» та «Березолем». Згодом вона писала, що «працювала під керівництвом Курбаса від 1920 року, від часу заснування „МОБ“ (Мистецьке об'єднання „Березіль“) аж до 1934», зазначаючи, що мала щастя там працювати «тому, що для нас, початкуючих акторів, кожен контакт з цим великим майстром був справжньою творчою радістю, й праці ми віддавалися з усією посвятою, повнотою жертвували особистими зацікавленнями».
У 1920-х одружилася з актором «Березоля» Олексою Ходимчуком. У жовтні 1925 в Ромнах народила доньку Діамару, яка стала письменницею і акторкою.
В Театрі Наталя Пилипенко виконувала перші ролі серед таких видатних акторок, як Орися Стешенко, Наталя Ужвій, Валентина Чистякова, Олімпія Добровольська, Софія Федорцева. Користувалась великою популярністю серед шанувальників театру. В «Березолі» (Київ-Харків) Пилипенко зіграла понад 40 ролей за 14 років.
1924 року зіграла роль Дячихи у кінофільмі «Вендета», поставленому Лесем Курбасом.
З часу загибелі «Березоля» і розстрілу чоловіка під час сталінських репресій і до 1943 року доля Наталії Пилипенко мало відома. Під час гастролей у Дніпропетровську на дошці об'яв їй довелося прочитати наказ Наркомосу про своє звільнення з театру. Повернулась до Києва з донькою. Боялась, що Діамара не зможе вчитись як донька «ворога народу». Але цю проблему вдалося вирішити.

### В еміграції
1943 року поїхала слідом за вивезеною на примусові роботи до Німеччини Діамарою, де, попри різні шляхи, все ж крізь труднощі об'єдналася з нею.
Після війни опинилась у Парижі, де згуртувала українських акторів. В 1947—1949 українська трупа грала в приміщенні військового клубу «Cercle Militaire». 7 січня 1950 на сцені театральної зали Сан-П'єр як режисерка трупи «Українська театр-студія» поставила «Гайдамаків» Шевченка, одну з перших вистав Курбаса. У тижневику «Українське слово», що виходив у Парижі, зазначалось: «Є щось зворушливе в тому, як учні Курбаса плекають його пам'ять і намагаються зберегти його традиції, де б вони не були. Це чи не найкращий доказ, який творчий був Курбас, як його творче горіння поклало печать на оточення».
Як художня керівниця Українського театру поставила «Гетьман Дорошенко» Людмили Старицької-Черняхівської, «Мина Мазайло», «Патетична соната» М. Куліша та ін. При цьому виконала «дві контрастні ролі — драматичної Матері-України в „Гетьмані Дорошенку“ та комедійно-гротескової тьоті Моті з „Мини Мазайла“».
В постановках Наталії Пилипенко брала участь і донька Діамара, яка написала тоді п'єсу «Пересаджені квіти» про життя українців в еміграції. Цю п'єсу Пилипенко поставила в 1955 році. Сама Діамара виконала роль емігрантки, однієї з пересаджених квіток. На театральному конкурсі в Нью-Йорку ця п'єса отримала 1-у премію.
1959 року спочатку Діамара разом з чоловіком, письменником Леонідом Полтавою та сином Романом переїхала до Нью-Йорка, а згодом туди переїхала і Наталія Пилипенко. Там вона займалась організацією підготовки акторської молоді, брала участь у святах, творчих зустрічах із шанувальниками, виступала з доповідями. Написала спогади про театр «Березіль», Леся Курбаса, колег (Олімпію Добровольську, Риту Нещадименко та інших). Її книга «Життя в театрі» вийшла в Нью-Йорку у 1968 році.
Там же в Нью-Йорку, 27 жовтня 1973 року померла.

## Ролі у виставах
- «Мартин Боруля» І. Карпенка-Карого
- «Танок життя» О. Олеся
- «Брехня» В. Винниченка
- «На перші гулі»[7] С. Васильченка
- «Мірандоліна» К. Ґольдоні
- Матір-Україна («Гетьман Дорошенко» Л. Старицької-Черняхівської)
- Тьотя Мотя, Мазайлиха («Мина Мазайло» М. Куліша)

## Постановки
- «Гайдамаки» Т. Шевченка
- «Гетьман Дорошенко» Л. Старицької-Черняхівської
- «Мина Мазайло», «Патетична соната» М. Куліша